# Ciclismo nos Jogos Pan-Americanos de 2015 - Omnium feminino
A competição do omnium feminino foi um dos eventos do ciclismo nos Jogos Pan-Americanos de 2015 em Toronto. Foi disputada no Velódromo Cisco Pan e Parapan-Americano de Milton, em Milton entre os dias 18 e 19 de julho.

## Calendário
Horário local (UTC-4).
| Data        | Horário | Fase                   |
| ----------- | ------- | ---------------------- |
| 18 de julho | 12:19   | Scratch                |
| 18 de julho | 13:04   | Perseguição individual |
| 18 de julho | 19:14   | Corrida de eliminação  |
| 19 de julho | 11:13   | 500 m contra o relógio |
| 19 de julho | 11:51   | Flying Lap             |
| 19 de julho | 19:18   | Corrida por pontos     |
| 19 de julho | 19:18   | Resultado final        |

## Medalhistas
| Ouro   | USA Sarah Hammer    |
| Prata  | CAN Jasmin Glaesser |
| Bronze | CUB Marlies Mejias  |

## Resultados

### Scratch
Foi percorrido um percurso de 10.000 metros.
| Colocação | Ciclista             | Nacionalidade      | Voltas atrás | Notas |
| --------- | -------------------- | ------------------ | ------------ | ----- |
| 1         | Cristina Irma Greve  | ARG Argentina      |              |       |
| 2         | Angie González       | VEN Venezuela      |              |       |
| 3         | Denísse Ahumada      | CHI Chile          |              |       |
| 4         | Sarah Hammer         | USA Estados Unidos | -1           |       |
| 5         | Jasmin Glaesser      | CAN Canadá         | -1           |       |
| 6         | Marlies Mejias       | CUB Cuba           | -1           |       |
| 7         | Jannie Salcedo       | COL Colômbia       | -1           |       |
| 8         | Lizbeth Salazar      | MEX México         | -1           |       |
| 9         | Nicolle Bruderer     | GUA Guatemala      | -1           |       |
| 10        | Wellyda Rodrigues    | BRA Brasil         | -1           |       |
| 11        | Miryam Nuzez Padilla | ECU Equador        | -1           |       |
| 12        | Marcela Rubiano      | CRC Costa Rica     | DNF          |       |

### Perseguição individual
Foi percorrido um percurso de 3.000 metros.
| Colocação | Ciclista             | Nacionalidade      | Tempo    | Notas                            |
| --------- | -------------------- | ------------------ | -------- | -------------------------------- |
| 1         | Sarah Hammer         | USA Estados Unidos | 3:31.952 | Recorde dos Jogos Pan-Americanos |
| 2         | Jasmin Glaesser      | CAN Canadá         | 3:34.747 |                                  |
| 3         | Marlies Mejias       | CUB Cuba           | 3:34.856 |                                  |
| 4         | Cristina Irma Greve  | ARG Argentina      | 3:41.534 |                                  |
| 5         | Lizbeth Salazar      | MEX México         | 3:43.819 |                                  |
| 6         | Denísse Ahumada      | CHI Chile          | 3:49.714 |                                  |
| 7         | Angie González       | VEN Venezuela      | 3:50.057 |                                  |
| 8         | Nicolle Bruderer     | GUA Guatemala      | 3:50.988 |                                  |
| 9         | Jannie Salcedo       | COL Colômbia       | 3:53.301 |                                  |
| 10        | Wellyda Rodrigues    | BRA Brasil         | 4:01.239 |                                  |
| 11        | Miryam Nuzez Padilla | ECU Equador        | 4:06.608 |                                  |
| 12        | Marcela Rubiano      | CRC Costa Rica     | 4:15.121 |                                  |

### Corrida de eliminação
Foi percorrido um percurso de 8.500 metros.
| Colocação | Ciclista             | Nacionalidade      | Notas |
| --------- | -------------------- | ------------------ | ----- |
| 1         | Jasmin Glaesser      | CAN Canadá         |       |
| 1         | Sarah Hammer         | USA Estados Unidos |       |
| 3         | Denísse Ahumada      | CHI Chile          |       |
| 4         | Angie González       | VEN Venezuela      |       |
| 5         | Marlies Mejias       | CUB Cuba           |       |
| 6         | Lizbeth Salazar      | MEX México         |       |
| 7         | Cristina Irma Greve  | ARG Argentina      |       |
| 8         | Jannie Salcedo       | COL Colômbia       |       |
| 9         | Wellyda Rodrigues    | BRA Brasil         |       |
| 10        | Marcela Rubiano      | CRC Costa Rica     |       |
| 11        | Miryam Nuzez Padilla | ECU Equador        |       |
| 12        | Nicolle Bruderer     | GUA Guatemala      |       |

### 500 m contra o relógio
Foi percorrido um percurso de 500 metros.
| Colocação | Ciclista             | Nacionalidade      | Tempo  | Notas |
| --------- | -------------------- | ------------------ | ------ | ----- |
| 1         | Marlies Mejias       | CUB Cuba           | 35.285 |       |
| 2         | Sarah Hammer         | USA Estados Unidos | 36.371 |       |
| 3         | Angie González       | VEN Venezuela      | 36.633 |       |
| 4         | Cristina Irma Greve  | ARG Argentina      | 36.991 |       |
| 5         | Jannie Salcedo       | COL Colômbia       | 37.133 |       |
| 6         | Wellyda Rodrigues    | BRA Brasil         | 37.206 |       |
| 7         | Jasmin Glaesser      | CAN Canadá         | 37.678 |       |
| 8         | Lizbeth Salazar      | MEX México         | 37.921 |       |
| 9         | Nicolle Bruderer     | GUA Guatemala      | 39.148 |       |
| 10        | Miryam Nuzez Padilla | ECU Equador        | 39.553 |       |
| 11        | Denísse Ahumada      | CHI Chile          | 40.051 |       |
| 12        | Marcela Rubiano      | CRC Costa Rica     | 41.561 |       |

### Flying Lap
Foi percorrido um percurso de 250 metros.
| Colocação | Ciclista             | Nacionalidade      | Tempo  | Notas |
| --------- | -------------------- | ------------------ | ------ | ----- |
| 1         | Marlies Mejias       | CUB Cuba           | 14.286 |       |
| 2         | Sarah Hammer         | USA Estados Unidos | 14.387 |       |
| 3         | Jasmin Glaesser      | CAN Canadá         | 14.702 |       |
| 4         | Angie González       | VEN Venezuela      | 14.756 |       |
| 5         | Cristina Irma Greve  | ARG Argentina      | 14.835 |       |
| 6         | Jannie Salcedo       | COL Colômbia       | 14.960 |       |
| 7         | Wellyda Rodrigues    | BRA Brasil         | 15.089 |       |
| 8         | Lizbeth Salazar      | MEX México         | 15.543 |       |
| 9         | Nicolle Bruderer     | GUA Guatemala      | 15.577 |       |
| 10        | Denísse Ahumada      | CHI Chile          | 16.002 |       |
| 11        | Miryam Nuzez Padilla | ECU Equador        | 16.422 |       |
| 12        | Marcela Rubiano      | CRC Costa Rica     | 17.597 |       |

### Corrida por pontos
Foi percorrido um percurso de 250 metros.
| Colocação | Ciclista             | Nacionalidade             | Pontos | Notas |
| --------- | -------------------- | ------------------------- | ------ | ----- |
| 1         | Sarah Hammer         | USA Estados Unidos        | 44     |       |
| 2         | Jasmin Glaesser      | CAN Canadá                | 44     |       |
| 3         | Lizbeth Salazar      | MEX México                | 41     |       |
| 4         | Cristina Irma Greve  | ARG Argentina             | 22     |       |
| 5         | Marlies Mejias       | Predefinição:FlagODEPACUB | 16     |       |
| 6         | Angie González       | VEN Venezuela             | 6      |       |
| 7         | Nicolle Bruderer     | GUA Guatemala             | 5      |       |
| 8         | Denísse Ahumada      | CHI Chile                 | -37    |       |
| 9         | Miryam Nuzez Padilla | ECU Equador               | DNF    |       |
| 9         | Jannie Salcedo       | COL Colômbia              | DNF    |       |
| 9         | Wellyda Rodrigues    | BRA Brasil                | DNF    |       |
| 9         | Marcela Rubiano      | CRC Costa Rica            | DNF    |       |

### Resultado final
| Colocação         | Ciclista             | Nacionalidade      | Scratch | P.I | C.E | 1km c/r | Flying Lap | C.P | Total de pontos | Notas |
| ----------------- | -------------------- | ------------------ | ------- | --- | --- | ------- | ---------- | --- | --------------- | ----- |
| Medalha de ouro   | Sarah Hammer         | USA Estados Unidos | 34      | 40  | 39  | 38      | 38         | 44  | 233             |       |
| Medalha de prata  | Jasmin Glaesser      | CAN Canadá         | 32      | 38  | 39  | 28      | 36         | 44  | 217             |       |
| Medalha de bronze | Marlies Mejias       | CUB Cuba           | 30      | 36  | 32  | 40      | 40         | 16  | 194             |       |
| 4                 | Cristina Irma Greve  | ARG Argentina      | 40      | 34  | 28  | 34      | 32         | 22  | 190             |       |
| 5                 | Lizbeth Salazar      | MEX México         | 26      | 32  | 30  | 26      | 26         | 41  | 181             |       |
| 6                 | Angie González       | VEN Venezuela      | 38      | 28  | 34  | 36      | 34         | 6   | 176             |       |
| 7                 | Nicolle Bruderer     | GUA Guatemala      | 24      | 26  | 18  | 24      | 24         | 5   | 121             |       |
| 8                 | Denísse Ahumada      | CHI Chile          | 36      | 30  | 36  | 20      | 22         | -37 | 107             |       |
| 9                 | Wellyda Rodrigues    | BRA Brasil         | 22      | 22  | 24  | 30      | 28         | -35 | 91              |       |
| 10                | Miryam Nuzez Padilla | ECU Equador        | 20      | 20  | 20  | 22      | 20         | -79 | 23              |       |
| 11                | Jannie Salcedo       | COL Colômbia       | 28      | 24  | 26  | 32      | 30         | -77 | DNF             |       |
| 12                | Marcela Rubiano      | CRC Costa Rica     | -40     | 18  | 22  | 18      | 18         |     | DNF             |       |

Legenda
| Recorde mundial                  | Recorde mundial (World record)               |                       | Recorde africano                      | Recorde africano (African) |                                           | Q | Classificado por posição (Qualified) |
| Recorde dos Jogos Pan-Americanos | Recorde pan-americano (Pan-American record)  | Recorde da América    | Recorde da América (Americas)         | q                          | Classificado por melhor tempo (Qualified) |   |                                      |
| Melhor marca do ano              | Melhor marca do ano (World leading)          | Recorde asiático      | Recorde asiático (Asian)              | DNS                        | Não largou (Did not start)                |   |                                      |
| Recorde nacional                 | Recorde nacional (National record)           | Recorde europeu       | Recorde europeu (European)            | DNF                        | Não terminou (Did not finish)             |   |                                      |
| Recorde pessoal                  | Recorde pessoal do atleta (Personal best)    | Recorde da Oceania    | Recorde da Oceania (Oceania)          | DSQ / DQ                   | Desclassificado (Disqualified)            |   |                                      |
| Recorde da temporada             | Recorde da temporada do atleta (Season best) | Recorde sul-americano | Recorde sul-americano (South America) | NM                         | Sem marca (No mark)                       |   |                                      |